# Fagersjön, Södermanland
Fagersjön är en sjö i Nynäshamns kommun i Södermanland och ingår i Tyresån-Trosaåns kustområde. Sjön har en area på 0,539 kvadratkilometer och ligger 38 meter över havet.

## Delavrinningsområde
Fagersjön ingår i det delavrinningsområde (655023-161297) som SMHI kallar för Mynnar i havet. Medelhöjden är 42 meter över havet och ytan är 59,87 kvadratkilometer. Räknas de 2 avrinningsområdena uppströms in blir den ackumulerade arean 73,94 kvadratkilometer. Avrinningsområdets utflöde Fitunaån mynnar i havet. Avrinningsområdet består mestadels av skog (47 procent), öppen mark (12 procent) och jordbruk (36 procent). Avrinningsområdet har 0,54 kvadratkilometer vattenytor vilket ger det en sjöprocent på 0,9 procent. Bebyggelsen i området täcker en yta av 1,13 kvadratkilometer eller 2 procent av avrinningsområdet.